# Univerzita Mateja Bela v Banskej Bystrici
Univerzita Mateja Bela v Banskej Bystrici je slovenská veřejná vysoká škola univerzitního typu v Banské Bystrici. Byla zřízená 1. července 1992 a je pojmenovaná podle Matěje Bela.
Rektor univerzity je od roku 2014 Doc. Ing. Vladimír Hiadlovský, PhD., již v druhém funkčním období.

## Fakulty
Univerzita má v současnosti 7 fakult:
- Ekonomická fakulta
- Fakulta telesnej výchovy, športu a zdravia
- Filozofická fakulta
- Fakulta politických věd a mezinárodních vztahů
- Fakulta přírodních věd
- Pedagogická fakulta
- Právnická fakulta

## Kampus
Univerzitní kampus se nachází nad městem v ulici Tajovského. Sestává z univerzitní budovy s menzou a přilehlých kolejí, které mají sportovní zázemí (fitness centrum, běžecký ovál a travnaté hřiště). Část kolejí je nově zrekonstruovaná a nabízí tak studentům pohodlné ubytování jen několik metrů od školy. Koleje jsou pokryté WiFi. Dopravní spojení do centra města zajišťují pravidelné autobusové spoje MHD. Několik univerzitních budov včetně rektorátu se nachází také ve městě. Univerzita nabízí stáže zahraničním studentům prostřednictvím programu Erasmus.

## Lidé
Na univerzitě v roce 2010 pracovalo 629 akademických pracovníků, kteří vzdělávali celkem 12 015 studentů prvního a druhého stupně vysoko-školního vzdělávání.